# Tra le fiamme

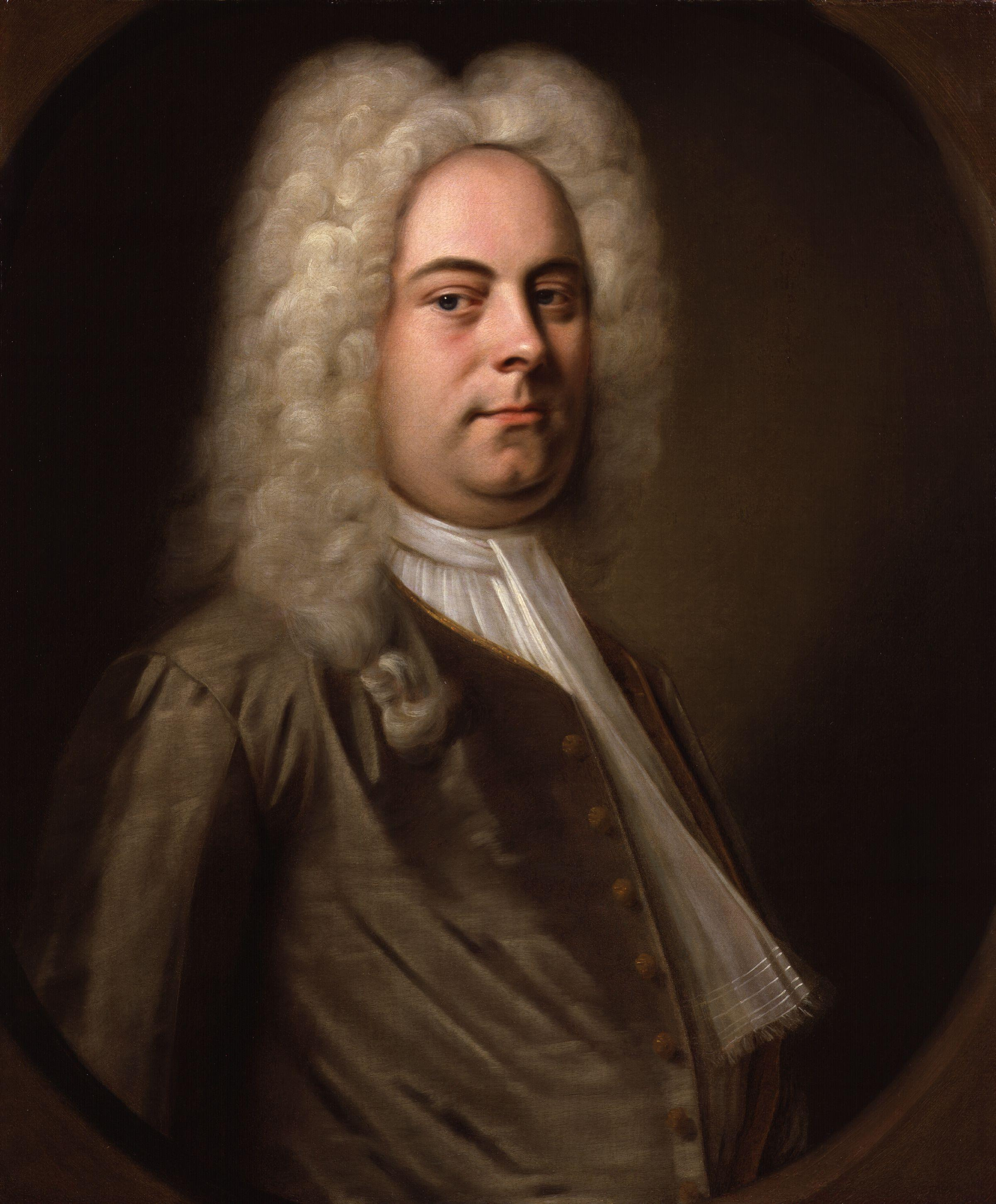
G.F. Händel obrazie pędzla Balthasara Dennera

Tra le fiamme lub Il consiglio – kantata na głos solo HWV 170, ChA 52b, HHA V/4 skomponowana przez Georga Friedricha Händla w Rzymie ok. 1707/08 roku. Tekst – Benedetto Pamphilj
Obsada: Sopran. Instrumenty: Flet I, II, Obój, Skrzypce I, II, Viola da gamba, Continuo
- Aria

Tra le fiamme tu scherzi per gioco,
o mio core, per farti felice,
e t’inganna una vaga beltà.
Cadon mille farfalle nel foco,
e si trova una sola fenice
che risorge se a morte sen va.
Tra le fiamme tu scherzi per gioco,
o mio core, per farti felice,
e t’inganna una vaga beltà.

- Recitativo

Dedalo già le fortunate penne
tessea con mano ardita,
e con tenera cera piuma a piuma aggiungea.
Icaro, il fanciulletto, sovente confondea
l’ingegnoso lavoro;
ah, così mai trattato non avesse
e cera e piume:
per chi non nacque augello,
il volare è portento, il cader è costume.

- Aria

Pien di nuovo e bel diletto,
sciolse l’ali il giovinetto,
e con l’aure già scherzando.
Ma del volo sì gradito,
troppo ardito,
l’onda ancor va mormorando.
Pien di nuovo e bel diletto,
sciolse l’ali il giovinetto,
e con l’aure già scherzando.

- Recitativo

Sì, sì, purtroppo è vero: nel temerario volo
molti gl’Icari son, Dédalo un solo.

- Aria

Voli per l’aria chi può volare,
scorra veloce la terra, il mare,
parta, ritorni ne fermi il piè.
Voli ancor l’uomo ma coi pensieri,
che delle piume ben più leggieri
e più sublimi il ciel gli diè.
Voli per l’aria chi può volare,
scorra veloce la terra, il mare,
parta, ritorni ne fermi il piè.

- Recitativo

L’uomo che nacque per salire al Cielo,
ferma il pensier nel suolo,
e poi dispone il volo
con ali che si finge, e in se non ha.

- Aria

Tra le fiamme tu scherzi per gioco
o mio core, per farti felice,
e t’inganna una vaga beltà.